# 臧克家
臧克家（1905年10月8日—2004年2月5日），原名承志，字士先，号孝荃，曾用名瑗望，笔名少全、何嘉等，男，山东诸城人，中国现代诗人。中国民主同盟成员。第二、三屆全國人大代表，第五、八屆全國政協委員，第六、七屆全國政協常委。

## 生平[5]
1905年10月8日，出生於山東諸城。18歲前一直生活在膠東半島的農村。
1923年夏，考入濟南省立第一師範學校，受當時席捲全國的「五四運動」影響，開始習作新詩。
1925年，首次在全國性刊物《語絲》上發表處女作《別十與天罡》，署名少全。
1926年秋 (有說1927年初)，考入中央軍事政治學校武漢分校，列黄埔六期。曾參與北伐，加入討伐夏斗寅的戰役，失敗後逃亡東北。
1928年農曆四月，和王深汀結婚。
1929年，入讀國立青島大學補習班，在青島《民國日報》上第一次發表新詩《默靜在晚林中》，署名克家。8月10日，長子臧樂源出生在濟南。1930年，入讀國立青島大學 (中國海洋大學前身，1931年改為國立山東大學) 中文系。在校期間，新詩創作上得到聞一多、王統照的鼓勵與幫助。
1932年，在《新月》4卷7期發表第一首詩作《難民》，另有《老馬》等，描寫舊中國農民的生活。
1933年，他的第一部詩集《烙印》出版，獲聞一多、茅盾等好評。1934年，出版詩集《罪惡的黑手》。畢業於國立山東大學中文系。1934年至1937年，在山東省立臨清中學任教，出版詩集《運河》和長詩《自己的寫照》，創作了散文集《亂莠集》。
1936年，參加中國文藝家協會，是中國現實主義新詩的開山人之一。1938年，參加中華全國文藝界抗敵協會，當選為襄陽、宜昌兩分會理事。年初，與王深汀離婚。
1938年至1941年夏初，任第五戰區抗敵青年軍團宣傳科教官、司令長官部秘書、文化工作委員會委員、戰時文化工作團團長、三十軍參議。他冒著敵機轟炸的危險，三赴台兒莊前線採訪，寫成長篇報告文學《津浦北線血戰記》；他率第五戰區戰時文化工作團深入河南、湖北、安徽農村及大別山區，開展抗日文藝宣傳和創作活動；他組織「文藝人從軍部隊」；赴隨棗前線從事抗日救亡的文化宣傳工作，曾參加隨棗戰役。這期間，創作和出版了《從軍行》、《淮上吟》等詩集及散文集《隨棗行》，歌頌抗日軍民的事蹟。
1941年秋，任第三十一集團軍參議、三一出版社副社長、代理社長，籌備出版了刊物《大地文叢》，創刊後，被當局查禁。
1942年7月辭職，冒暑自河南葉縣徒步赴重慶。8月，和鄭曼結婚。
1943年4月，在重慶的中華全國文藝界抗敵協會第五屆年會上當選為候補理事。
1943年夏，任賑濟委員會專員，並負責編輯《難童教養》雜誌至1945年秋。
1943年，出版了回憶錄散文集《我的詩生活》、詩集《泥土的歌》。
1944年，出版了《十年詩選》。歷任上海《僑聲報》文藝副刊、《文訊》月刊、《創造詩叢》主編。
1947年台灣爆發二二八事件。1947年3月8日在《文匯報》發表詩作〈表現──有感於台灣二二八事變〉。
1948年12月，由於國民政府在上海的白色恐怖嚴重，一度逃亡到香港。
1949年3月，由中共黨組織安排來到北平。後歷任華北大學文藝學院文學創作研究室研究員，新聞出版總署、人民出版社編審，《新華月報》編委，主編《新華月報》文藝欄。
1949年7月，出席了中華全國文學藝術工作者第一次代表大會，當選為中華全國文學工作者協會委員。
1951年6月，加入中國民主同盟，曾任民盟中央文教委員會委員。
1954年，出版了《臧克家詩選》。
1956年，調任中國作家協會書記處書記。
1957年至1965年，任《詩刊》主編。經他聯繫，《詩刊》創刊號首次發表毛澤東的詩詞十八首。1957年，和周振甫合著《毛主席詩詞十八首講解》（後改名《毛主席詩詞講解》）。
在「文化大革命」中遭受迫害，停止文學創作和社會活動，下放到湖北咸寧「五七幹校」。1972年，回到北京。
1976年1月，《詩刊》復刊，擔任顧問兼編委。「四人幫」倒台後，年逾古稀的臧克家恢復創作，出版了《憶向陽》、《落照紅》、《臧克家舊體詩稿》等詩集；《懷人集》、《詩與生活》等散文集；《學詩斷想》、《克家論詩》、《臧克家古典詩文欣賞集》等論文集。
2004年2月5日20時35分，因冠心病、尿毒症導致多臟器衰竭在北京逝世，享年98歲，安葬於北京萬佛園華僑陵園。

## 社会职务
- 中國民主同盟成員；
- 全國人民代表大會第二、三屆代表；
- 全國政協第五、六、七、八屆委員，第七、八屆常務委員；
- 中國作家協會第一、二屆理事，第三屆理事、顧問，第四屆顧問，第五、六屆名譽副主席；
- 中國文聯第三、四屆委員，第六、七屆榮譽委員；
- 中國詩歌學會會長；
- 中國毛澤東詩詞研究會名譽會長；
- 中國寫作學會名譽會長。

## 奖项和荣誉
1988年4月，獲中國作家協會首屆文學期刊編輯榮譽獎。
1990年8月，他主編的《毛澤東詩詞鑒賞》獲全國圖書「金鑰匙」獎和第五屆中國圖書獎一等獎。
1991年10月，獲國務院頒發的政府特殊津貼。
2000年1月，獲首屆「廈新杯中國詩人獎」終身成就獎。11月，獲「國際炎黃文化研究會首屆龍文化金獎」終身成就獎。
2002年10月，被世界詩人大會和世界藝術文化學院授予榮譽人文學博士。12月，獲第七屆今世緣國際詩人筆會頒發的「中國當代詩魂」金獎；《臧克家全集》面世，共有12卷，近630萬字。
2003年12月，《臧克家全集》獲第六屆國家圖書獎提名獎。

## 詩風
臧克家新詩風格嚴謹、簡樸、含蓄，構思上講求通過平易來表現不平易，遣詞造句上講求苦吟和錘煉，較多地揭露社會黑暗，但間也有浪漫氣息的筆觸，曾被稱為「農民詩人」。
北京大學中文系教授孫玉石說臧克家的詩「借鑒了一些古典的東西，同時也吸收了後來者的成就，他的詩凝練、樸實，對人們那種堅韌的精神予以了真實的刻畫。在詩歌的各種潮流中，即使是包括後來先鋒的、浪漫的潮流，臧克家所代表的那種貼近現實的風格都是不可替代的...他一直都堅持詩歌貼近現實，堅持詩歌和傳統的聯繫，即便後來者對他的詩有種種其他看法，但就這一點而言，則是公認的。」而朱自清更曾指出，以臧克家為代表的詩歌出現後「中國才有了有血有肉的以農村為題材的詩歌」。
|  | 有的人活着，他已经死了； 有的人死了，他还活着。 ——《有的人——纪念鲁迅有感》節錄，臧克家 |

|  | 人生永远追逐着幻光，但谁把幻光看作幻光，谁便沉入了无底的苦海。 ——《杂感》，臧克家 |

## 作品

### 著作書目[6]
- 烙印 (詩集) 1933，(自費印行)；增訂本，1934，開明；與《罪惡的黑手》合集，1963，人文
- 罪惡的黑手 (詩集) 1934，生活；1947，星群
- 自己的寫照 (長詩) 1936，文學出版社
- 運河 (詩集) 1936，文生
- 緊浦北線血戰記 (通訊、報告集) 1938，生活
- 從軍行 (詩集) 1938，生活
- 泥淖集 (詩集) 1939，生活
- 亂莠集 (散文集) 1939，良友復興圖書印刷公司
- 隨棗行 (散文、通訊、報告集) 1939，前線出版社
- 淮上吟 (報告長詩) 1940，上雜
- 猴子拴 (詩集) 1940，上海三通書局
- 嗚咽的雲煙 (詩集) 1940，創作出版社
- 古城的春天 (詩集) 1942，秋白書店
- 古樹的花朵 (長詩、原名《范築先》) 1942，東方書社
- 向祖國 (長詩集) 1943，三戶
- 我的詩生活 (散文集) 1943，讀書
- 泥土的歌 (詩集) 1943，今日文藝社；1947，星群
- 感情的野馬 (長詩) 1943，當今出版社
- 國旗飄在雅確尖 (詩集) 1943，中西書局
- 十年詩選 1944，現代出版社
- 民主的海洋 (詩集) 1945，世界編譯所 (因錯排太多未發行)
- 生命的秋天 (詩集) 1945，建國書店
- 寶貝集 (詩集) 1946，萬葉書店
- 生命的零度 (詩集) 1947，新群
- 掛紅 (短篇小說集) 1947，讀書
- 磨不掉的影像 (散文集) 1947，益智出版社
- 擁抱 (短篇小說集) 1947，寰星圖書雜誌社
- 冬天 (詩集) 1948，耕耘出版社
- 臧克家詩選 1954，作家；重編本，1956，增訂本，1978，1986，人文
- 在文藝學習的道路上 (文藝隨筆集) 1955，新文藝；新版，1962
- 毛主席詩詞十八首講解 (後改名《毛主席詩詞講解》) 周振甫注釋，1957，中青
- 雜花集 (散文、雜文集) 1958，北京
- 一顆新星 (詩集) 1958，作家
- 春風集 (詩集) 1959，作家
- 李大釗 (傳記長詩) 1959，作家
- 歡呼集 (建國十周年詩選集) 1959，人文
- 給少年的詩 1961，上海少兒
- 凱旋 (詩集) 1962，作家
- 學詩斷想 (詩論、文藝隨筆集) 1962，北京；重編本，1979，四川人民
- 憶向陽 (舊體詩集) 1978，北京人民
- 今昔吟 (詩集) 1979，山東人民
- 懷人集 (散文集) 1980，上海文藝
- 友聲集 (舊體詩詞集) 與程光銳、劉征合集，1980，雲南人民
- 詩與生活 (散文集) 1981，四川人民；1982，香港三聯
- 甘苦寸心知 (散文集) 1982，四川人民
- 臧克家長詩選 1982，山東人民
- 臧克家散文小說集 (上下冊) 1982，長江
- 青柯小朵集 (散文集) 1984，花城
- 落照紅 (詩集) 1984，花城
- 臧克家集外詩集 馮光廉、劉增人編，1984，陝西人民
- 克家論詩 (詩論、文藝隨筆集) 吳嘉編，1985，文化藝術
- 鄉土情深 (詩文集) 1985，山東大學出版社
- 臧克家文集 (1—3卷) 1985，山東文藝 (未出齊)
- 臧克家 (中國現代作家選集) 1987，香港三聯
- 臧克家抒情散文選 1988，湖南文藝
- 臧克家舊題詩稿 1988，武漢出版社
- 臧克家序跋選 1989，青島出版社
- 臧克家古典詩文欣賞集 1990，北京出版社
- 放歌新歲月 1991，重慶出版社
- 臧克家全集 2002，時代文藝出版社
- 臧克家回憶錄 2004，中國工人出版社

### 編輯書目[6]
- 創造詩叢 (12本) 主編，1947，星群
- 中國新詩選 (1919—1949) 編選，1956，中青
- 毛澤東詩詞鑒賞 1990，主編，河北人民出版社

### 研究資料書目[6]
- 臧克家評傳 (張惠紅) 1987，能源出版社
- 臧克家作品欣賞 (劉增人、馮光廉) 1988，廣西教育出版社

## 文學地位
臧克家著名詩篇《答客問》，曾入選香港中學的中文課程。其他著作有《烙印》、《罪惡的黑手》、《自己的寫照》、《運河》、《從軍行》、《泥淖集》、《淮上吟》、《鳴咽的雲煙》、《泥土的歌》等詩集和長詩《古樹的花朵》，又創作了小說集《掛紅》，散文集《磨不掉的印象》等，而他為紀念魯迅而作的《有的人》更是膾炙人口。另外先生編了一本《毛澤東詩詞欣賞》，收入冰心、趙樸初、唐弢、郭風、周振甫、劉白羽等名家手筆，曾獲「全國優秀暢銷書獎」。